# Cantons de l'Aude

Els Cantons de l'Aude són 35 i s'agrupen en tres districtes:
- Districte de Carcassona (18 cantons - prefectura: Carcassona) :
cantó d'Alzona - cantó de Bèlpuèg - cantó de Camppendut - cantó de Carcassona-Centre - cantó de Carcassona-Est - cantó de Carcassona-Nord - cantó de Carcassona-Sud - cantó de Castellnou d'Arri-Nord - cantó de Castellnou d'Arri-Sud - cantó de Concas d'Orbièl - cantó de Fanjaus - cantó de La Grassa - cantó de Lo Mas de Cabardés - cantó de Montreal - cantó de Motomet - cantó de Peiriac de Menerbés - cantó de Saissac - cantó de Salas d'Èrs.

- Districte de Limós (8 cantons - sotsprefectura: Limós) :
cantó d'Alanha - cantó d'Atsat - cantó de Bèlcaire - cantó d'Eissalabra - cantó de Coisan - cantó de Limós - cantó de Quilhan - cantó de Sant Ilari

- Districte de Narbona (9 cantons - sotsprefectura: Narbona) :
cantó de Corsan - cantó de Durban de las Corbièras - cantó de Ginestars - cantó de Lesinhan de las Corbièras - cantó de Narbona-Est - cantó de Narbona-Oest - cantó de Narbona-Sud - cantó de Sijan - cantó de Tuissan.